# Waldbahn Udimski
| Waldbahn Udimski       | Waldbahn Udimski    |
| ---------------------- | ------------------- |
| Waldbahn Udimski       |                     |
| Waldbahn Udimski, 2014 |                     |
| Streckenlänge:         | 61 km               |
| Spurweite:             | 750 mm (Schmalspur) |
|                        |                     |

Die Waldbahn Udimski (russisch Удимская узкоколейная железная дорога, transkr. Udimskaja uskokoleinaja schelesnaja doroga, transl. Udimskaâ uzkokolejnaâ železnaâ doroga) mit einer Spurweite von 750 Millimeter liegt beim Dorf Udimski in der Oblast Archangelsk in Russland.

## Geschichte
Die Waldeisenbahn wurde 1938 in Betrieb genommen. Sie ist noch ganzjährig in Betrieb. Das Streckennetz war zwischenzeitlich mehr als 81 Kilometer lang, heute werden noch 61 Kilometer betrieben. Die Bahn wird vom Papierhersteller OJSC der Ilim Group zum Transport von gefällten Bäumen und von Waldarbeitern eingesetzt. 2009 wurde ein neues Lokdepot gebaut und in Betrieb genommen.

## Fahrzeuge
Lokomotiven
- ТУ6Д – Nr. 0336
- ТУ6A – Nr. 2313, 3076, 3078, 3146, 3271, 3438, 3487, 3841
- ТУ8 – Nr. 0323
- Draisine TD-5U Pioneer

Güter- und Personenwagen

Es gibt mehrere Langholzwagen, offene und geschlossene Güterwagen, Tankwagen, Schüttgutwagen für den Schottertransport beim Gleisbau sowie mindestens einen Schneepflug. Außer Personenwagen gibt es auch einfache Speise- oder Aufenthaltswagen.

## Galerie

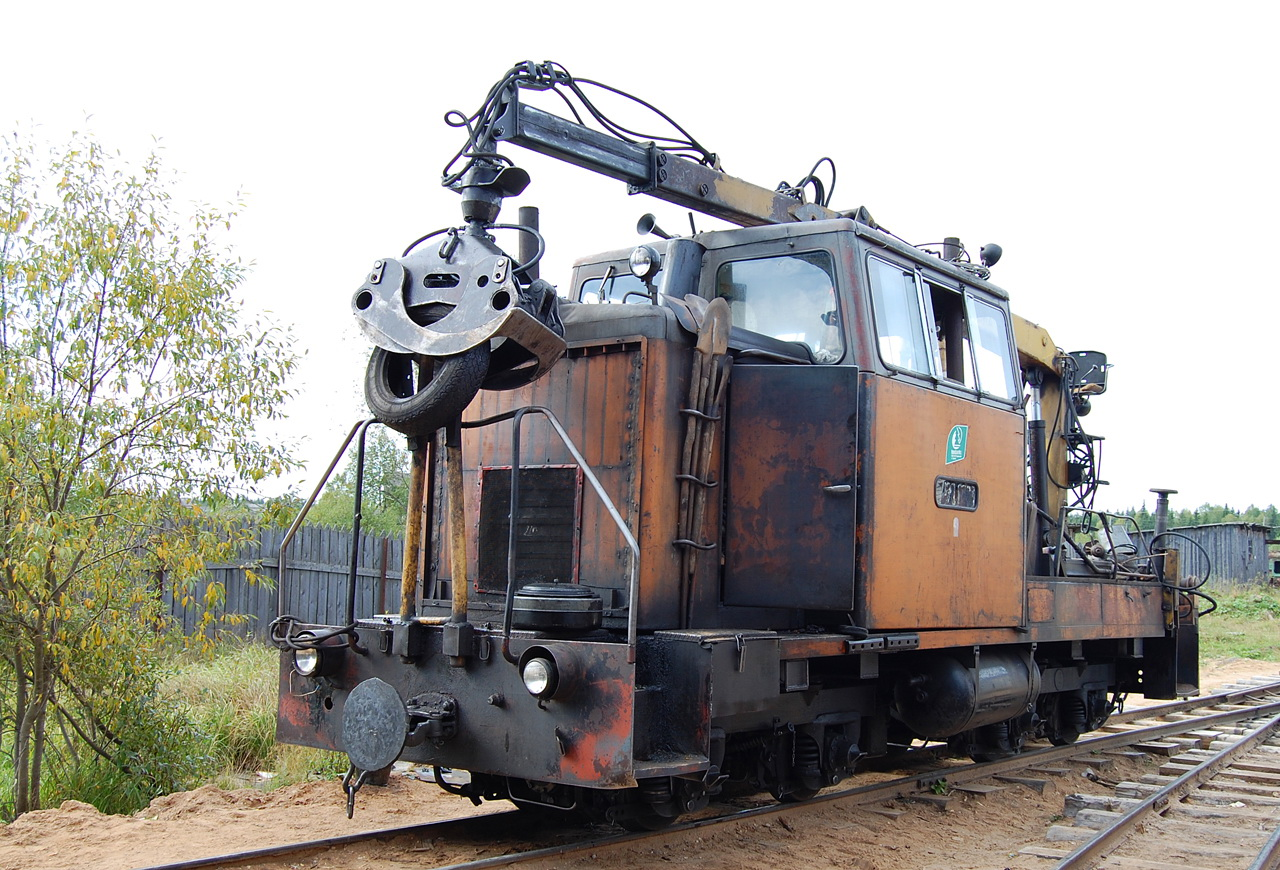
ТУ6Д Nr. 0336
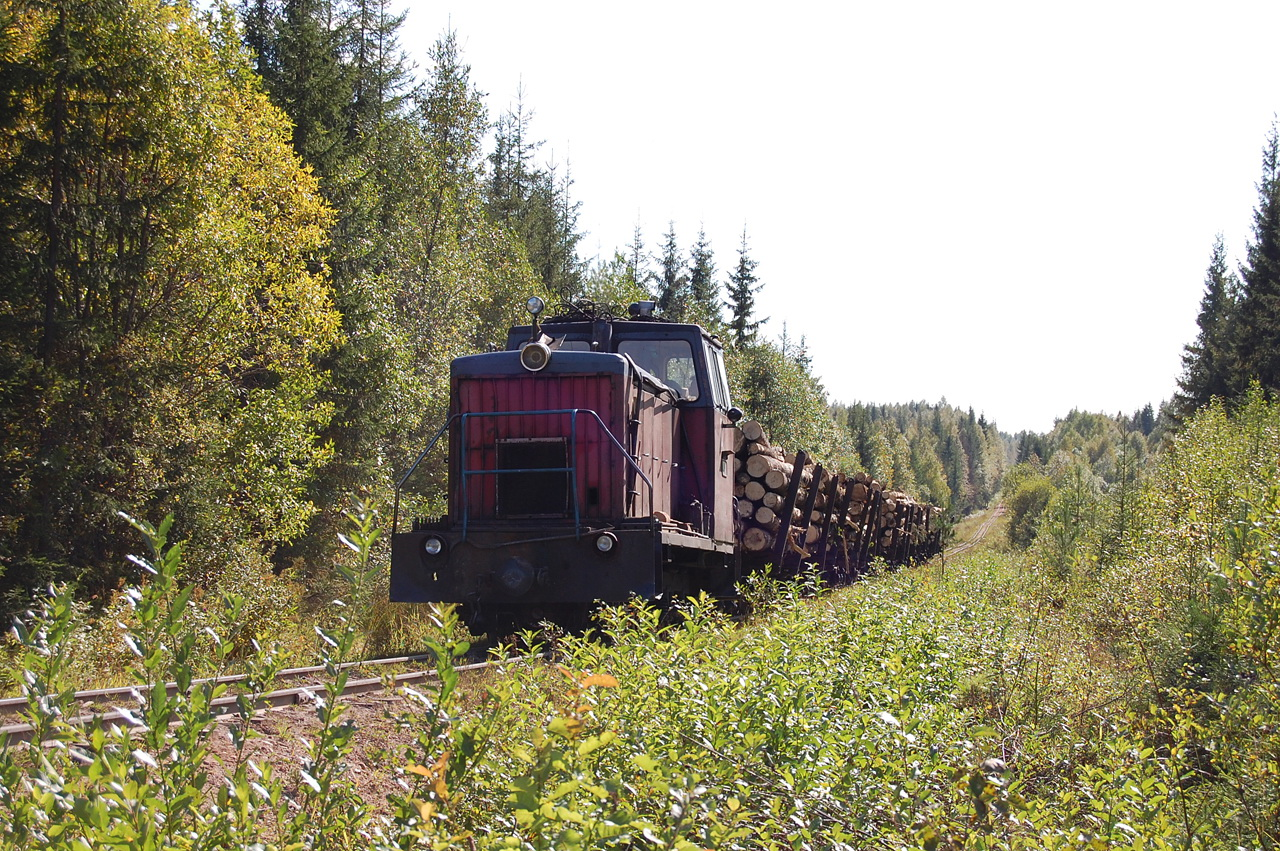
Langholzzug
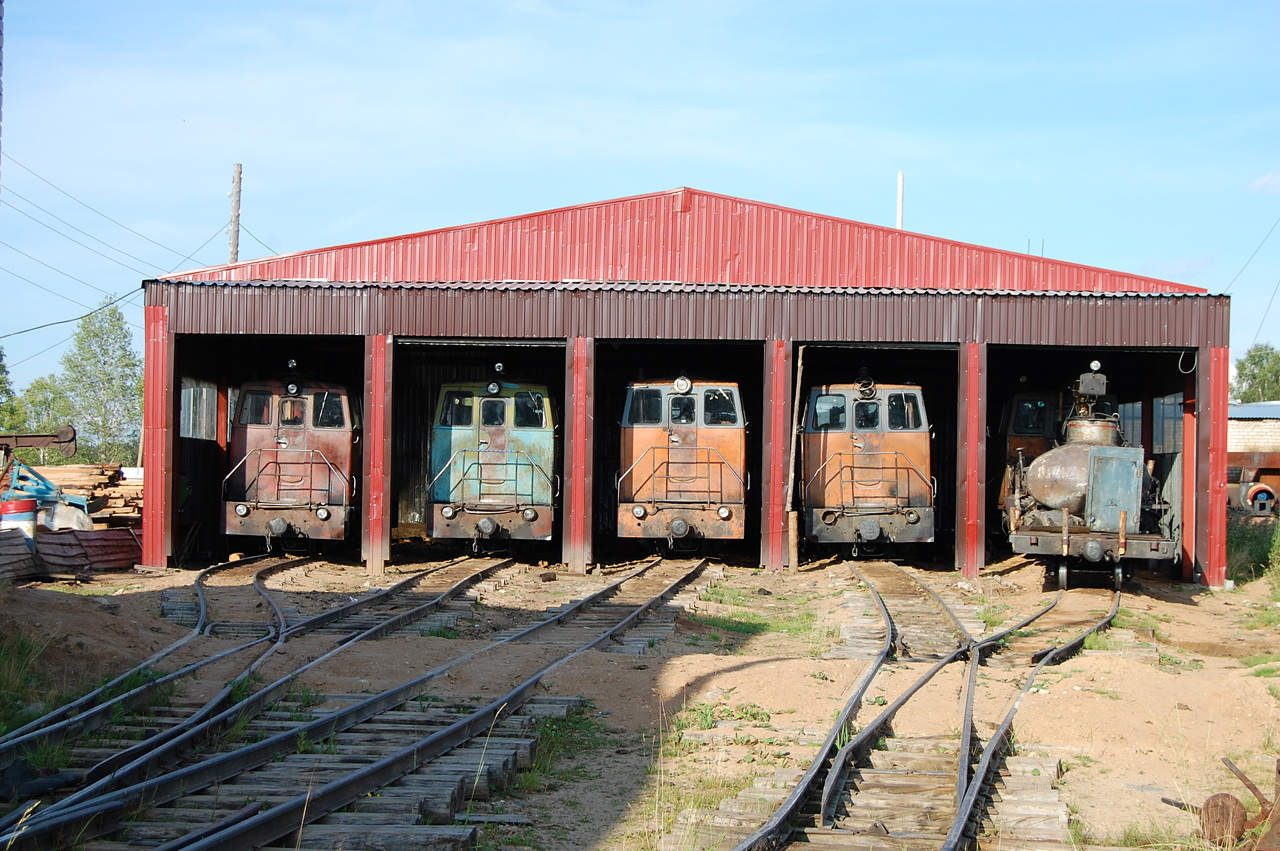
Neues Lok-Depot
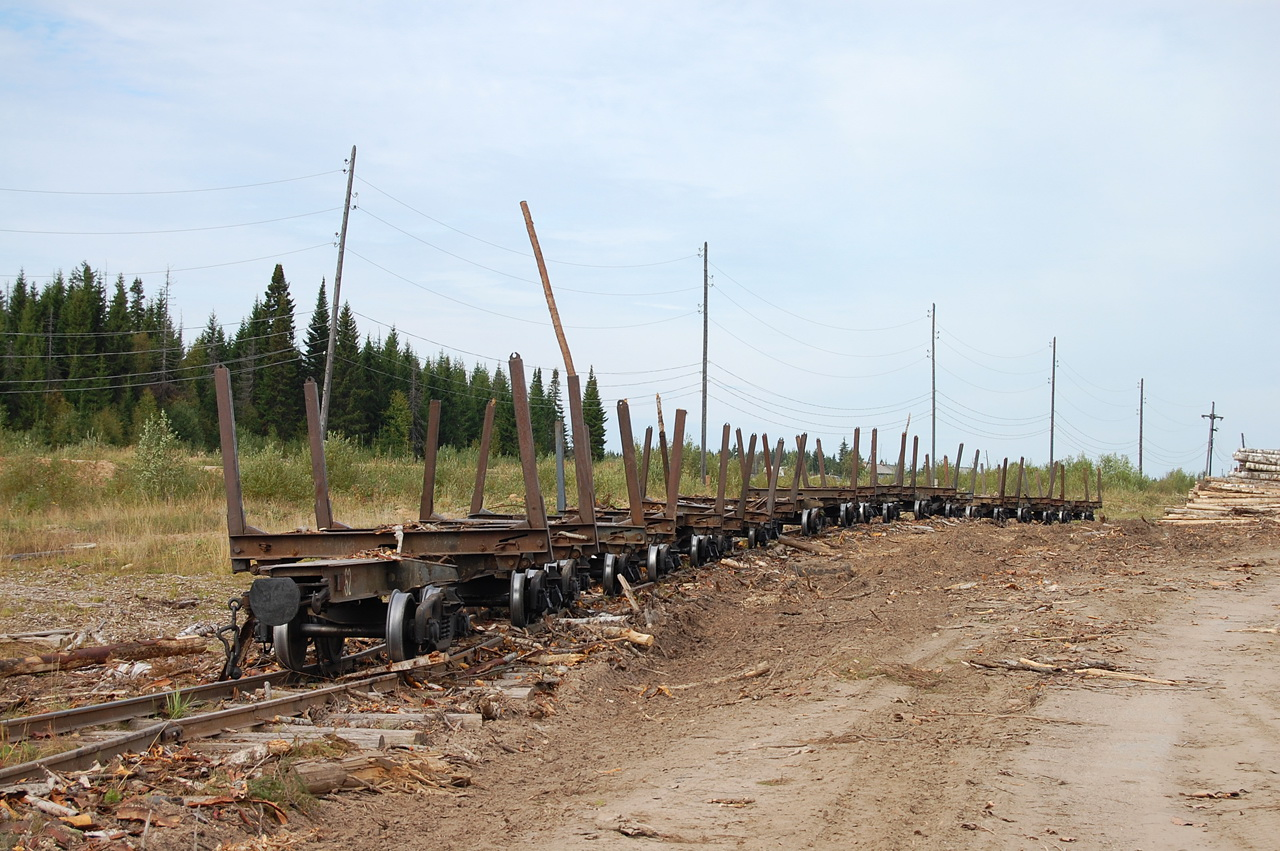
Langholzwagen
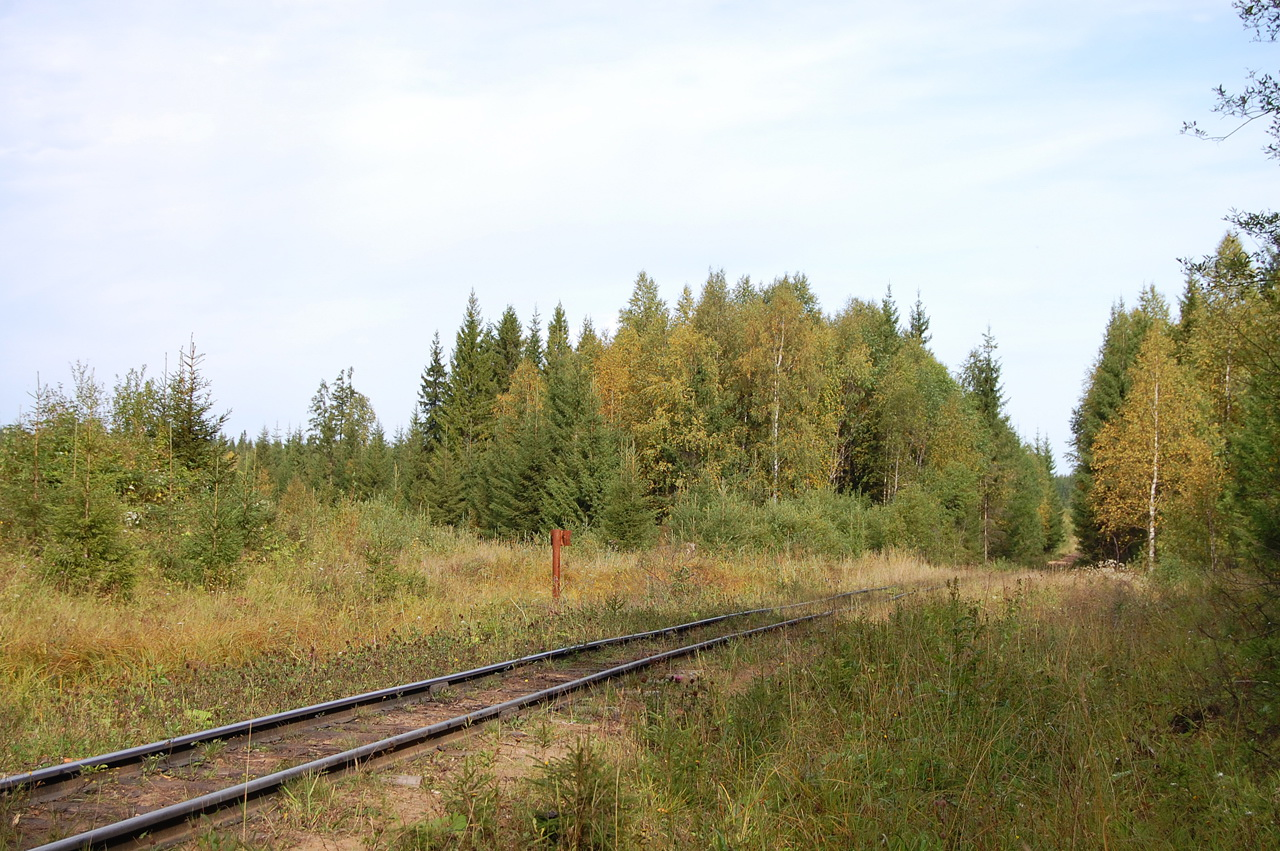
Waldbahn Udimski
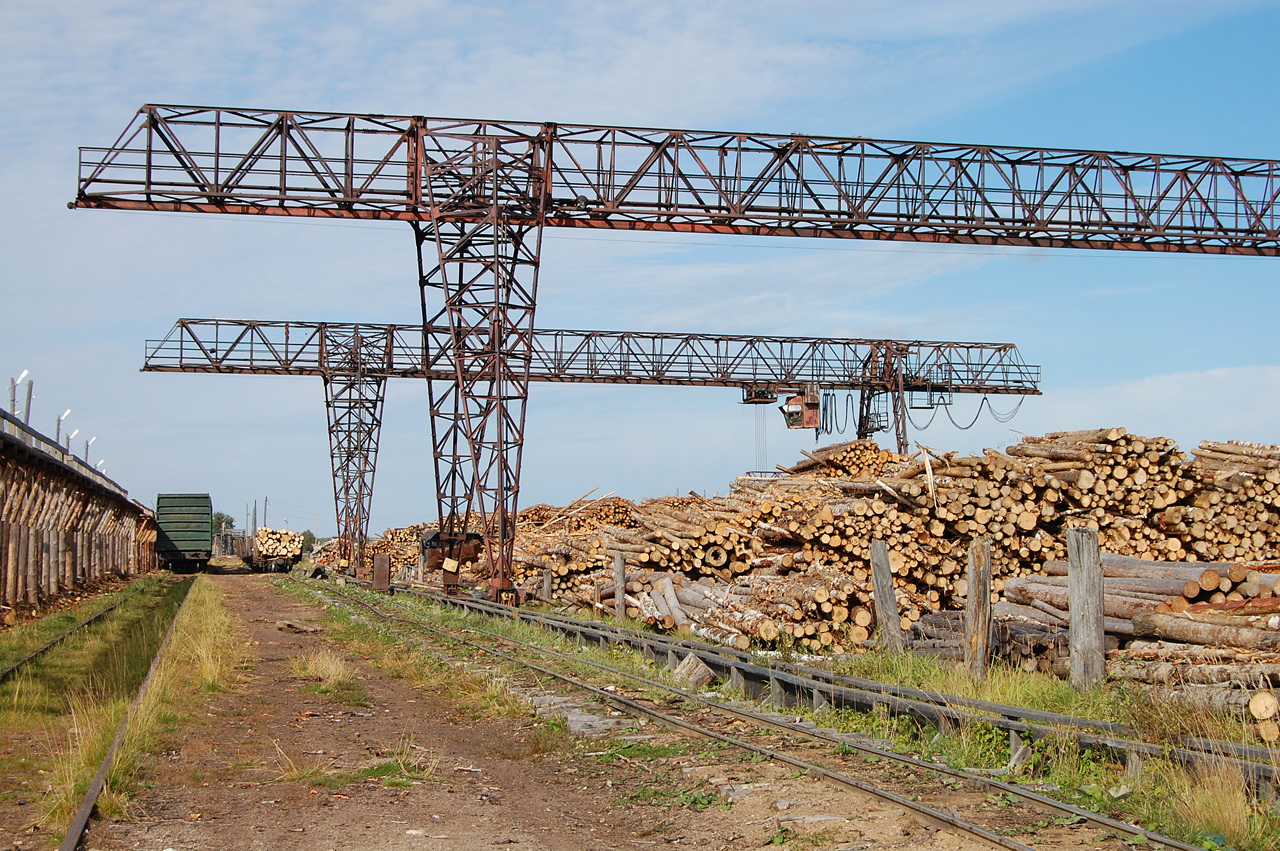
Güterbahnhof